# Pradosegar
Pradosegar ist ein Ort und eine zentralspanische Gemeinde (municipio) mit 117 Einwohnern (Stand: 2024) in der Provinz Ávila in der Autonomen Region Kastilien-León. Neben dem Hauptort Pradosegar gehören die Ortschaften Barrio de Arriba und Barrio del Medio zur Gemeinde.  

## Lage
Pradosegar befindet sich in den nördlichen Ausläufern der Sierra de Gredos gut 30 Kilometer westsüdwestlich von Ávila in einer Höhe von 1180 m. Das Klima im Winter ist kühl, im Sommer dagegen trotz der Höhenlage durchaus warm; der Regen (ca. 711 mm/Jahr) fällt – mit Ausnahme der nahezu regenlosen Sommermonate – verteilt übers ganze Jahr.

## Bevölkerungsentwicklung
| Jahr      | 1970 | 1981 | 1991 | 2001 | 2011 | 2021 |
| Einwohner | 348  | 264  | 203  | 167  | 148  | 128  |

## Sehenswürdigkeiten
- Christopheruskirche